# Gonggou
Gonggou (kinesiska: 弓沟, 弓沟乡) är en socken i Kina. Den ligger i den autonoma regionen Inre Mongoliet, i den norra delen av landet, omkring 140 kilometer öster om regionhuvudstaden Hohhot.
Genomsnittlig årsnederbörd är 489 millimeter. Den regnigaste månaden är juli, med i genomsnitt 139 mm nederbörd, och den torraste är januari, med 2 mm nederbörd.